# El último recital
El último recital es un álbum en directo del cantautor argentino Atahualpa Yupanqui junto con el chileno Ángel Parra. Fue lanzado originalmente en Francia en 1999, país donde ambos vivieron por varios años, y grabado el 8 de febrero de 1992 en un concierto en el Volkshaus Theater de Zúrich, Suiza. Corresponde al séptimo álbum en directo oficial de Ángel Parra como solista.

## Lista de canciones
Todas las canciones escritas y compuestas por Atahualpa Yupanqui, salvo que se indique lo contrario. 
| El último recital |                                                |                                      |          |  |
| N.º               | Título                                         | Escritor(es)                         | Duración |  |
| 1.                | «Si me veis mirando lejos»                     | Atahualpa Yupanqui, Pablo del Cerro  |          |  |
| 2.                | «Camino del indio» (o «Caminito del indio»)    |                                      |          |  |
| 3.                | «Milonga del solitario»                        |                                      |          |  |
| 4.                | «La milonga perdida»                           | Justo P. Sáenz, Atahualpa Yupanqui   |          |  |
| 5.                | «Mi rancho»                                    | Romildo Risso, Atahualpa Yupanqui    |          |  |
| 6.                | «El alazán»                                    | Atahualpa Yupanqui, Pablo del Cerro  |          |  |
| 7.                | «El forastero»                                 |                                      |          |  |
| 8.                | «Duerme negrito»                               | tradicional                          |          |  |
| 9.                | «Soy libre, soy bueno»                         | tradicional argentina                |          |  |
| 10.               | «Volver a los diecisiete»                      | Violeta Parra                        |          |  |
| 11.               | «Homenaje a Violeta» (o «Pájaros azules»)      |                                      |          |  |
| 12.               | «La copla»                                     | Antonio Machado                      |          |  |
| 13.               | «Taita Atahualpa»                              | Ángel Parra                          |          |  |
| 14.               | «Vidala del regreso»                           | Ricardo Rojas, Manuel Gómez Carrillo |          |  |
| 15.               | «En el Tolima»                                 | Atahualpa Yupanqui, Ángel Parra      |          |  |
| 16.               | «Piel caoba»                                   |                                      |          |  |
| 17.               | «Preguntitas sobre Dios» (o «Las preguntitas») |                                      |          |  |